# سیتوپلاسم

اندامک‌های درون سلول جانوران: (۱) هستک (۲) هسته (۳) ریبوزوم (۴) وزیکول (۵) شبکه آندوپلاسمی صاف (۶) دستگاه گلژی (۷) اسکلت سلولی (سیتواسکلتون) (۸) شبکه آندوپلاسمی صاف (۹) میتوکندری (۱۰) واکوئل (۱۱) سیتوپلاسم (۱۲) لیزوزوم (۱۳) سانتریول

میان‌یاخته یا میان سلول یا سیتوپلاسم (به انگلیسی: Cytoplasm) در زیست‌شناسی سلولی عبارت است از تمامی محتویات داخل یک سلول یوکاریوتی به جز هسته آن سلول. سیتوپلاسم در یک غشای سلولی محصور شده‌است. مجموع محتویات هسته سلول که در پوشش هسته‌ای محصور است، نوکلئوپلاسم یا درون‌هسته نام دارد. بخش زیادی از سیتوپلاسم را ماده‌ای ژل‌مانند با نام سیتوزول تشکیل می‌دهد. اندامک‌ها و اجسام درون سلولی، اجزاء دیگر سیتوپلاسم هستند. ترکیب اصلی سیتوپلاسم، آب و پروتئین‌های محلول در آب است. سیتوپلاسم، به‌طور کلی بی‌رنگ است و حدود ۸۰ درصد از آن، متشکل از آب است، و مواد در آن حل شده‌اند.
بسیاری از واکنش‌های شیمیایی زیستی در سیتوپلاسم یا اندامک‌های آن صورت می‌گیرد. شبکه‌ای از رشته‌ها و لوله‌های پروتئینی در سرتاسر سیتوپلاسم وجود دارد که به یکدیگر متصل می‌شوند و اسکلت سلولی را می‌سازند. سلول غشایی دارد که از فسفولیپید، کلسترول (تنها در سلول جانوری) و گلیکوپروتئین تشکیل شده‌است. یکی از ویژگی‌های غشای سلول، خاصیت نیمه‌تراوایی (تراوایی نسبی) آن است که تنها به مواد خاصی از جمله آب، پروتئین، یون‌ها و مواد مورد نیاز سلول اجازه گذشتن می‌دهد.
سیتوپلاسم سلول جانداران یوکاریوتی (مانند سلول جانوران) برخلاف جانداران پروکاریوتی (مانند باکتری) در برخی موارد به‌طور مستقیم با اندامک‌های درون سلول ارتباط مستقیم ندارند. بلکه این اندامک‌ها غشای مخصوص به خود را دارند.

## اجزای سلول‌های جانوری

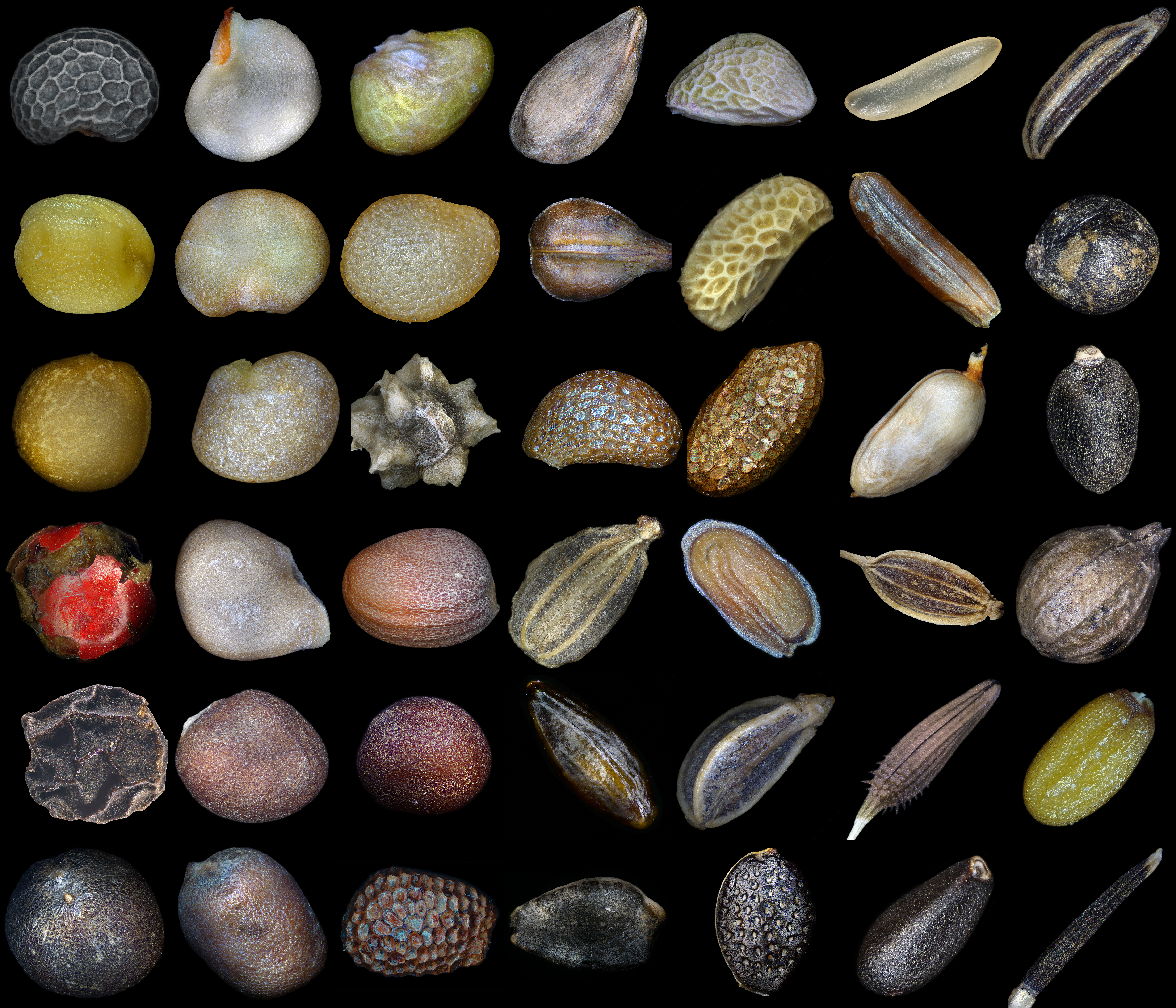
ریز کیسه

1. هستک
2. هسته
3. ریبوزومریز کیسهوزیکول (ریزکیسه)
4. شبکه آندوپلاسمی خشن
5. دستگاه گلژی
6. اسکلت سلولی
7. شبکه آندوپلاسمی صاف
8. میتوکندری
9. واکوئل
10. سیتوزول
11. لیزوزوم
12. سانتروزوم
13. غشای سلولی

تمامی محتوای سلول‌های موجودات زنده پروکاریوت (جانداری که یاخته‌های آن هسته واقعی و غشای هسته ندارند) (مانند باکتری‌ها که فاقد هسته سلولی هستند) درون سیتوپلاسم گنجانده شده‌اند.
درون سلول‌های موجودات زنده یوکاریوت، محتوای هسته سلولی از سیتوپلاسم جدا شده و نوکلئوپلاسم نامیده می‌شود. بیشتر فعالیت‌های سلولی درون سیتوپلاسم اتفاق می‌افتد مانند بسیاری از فعالیت‌های سوخت و ساز که شامل گلیکولیز (فعالیتهای سلولی که به اکسیژن نیاز ندارند) و فرایندهایی مانند تقسیم سلولی می‌شوند. قسمت درونی و دانه‌دانه، آندوپلاسم و لایه بیرونی و شیشه‌ای و روشن، پوسته سلولی یا طبقه خارجی سیتوپلاسم یا اکتوپلاسم نامیده می‌شود.
حرکت یون‌های کلسیم به درون و بیرون از سیتوپلاسم، یک روش علامت‌دهی برای فرایندهای متابولیسمی است. در گیاهان، حرکات سیتوپلاسم پیرامون واکوئل‌ها معروف به جریان سیتوپلاسمی است.

## اجزا سیتوپلاسم

### سیتوزول
سیتوزول جزئی از سیتوپلاسم است اما بخش درونی اندامک‌های غشادار را شامل نمی‌شود. سیتوزول تقریباً ۷۰ درصد ار ظرفیت سلول را تشکیل می‌دهد و از آب، نمک و مولکول‌های زیستی ساخته شده‌است. سیتوزول ترکیب پیچیده‌ای از رشته‌های اسکلت سلولی، پروتئین‌ها و مولکول‌های محلول در آب، رشته‌های پروتئین مانند ربزرشته‌ها، رشته‌های اکتین و میکروتوبول‌ها است. سیتوزول همچنین حاوی ساختارهای کوچک، همانند ریبوزوم‌ها، پروتئازوم‌ها و ساختارهایی با وظایف نامشخص و اسرارآمیز، موسوم به «گنبد» (Vault Complexes) است.

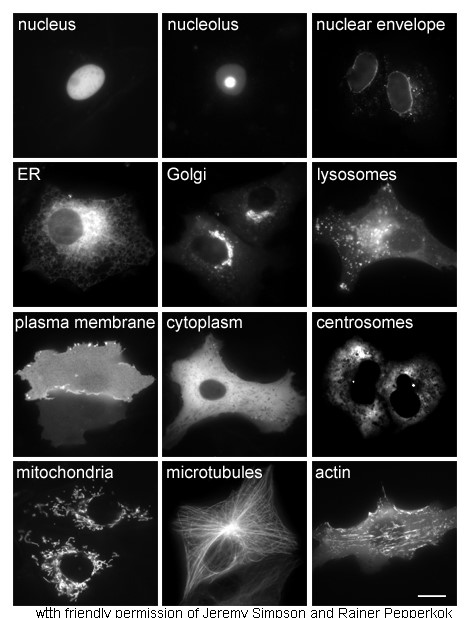
پروتئین‌ها در اجزاء و بخش‌های مختلف ساختارهای سلولی که با پروتئین فلورسنت سبز علامت‌گذاری شده‌اند.

به دلیل شبکه فیبرها و غلظت‌های بالای درشت‌مولکول‌های حل‌شده مانند پروتئین‌ها، پدیده‌ای که ازدحام درشت مولکولی نامیده می‌شود اتفاق می‌افتد و سیتوزول به عنوان محلول ایده‌آل عمل نمی‌کند.
تأثیر این ازدحام چگونگی فعل و انفعال داخلی اجزای سیتوزول با یکدیگر را تغییر می‌دهد.

### اندامک‌ها
اندامک‌ها معمولاً در مجاور پوسته هستند و ساختارهایی درون سلول هستند که فعالیت ویژه‌ای دارند. تعدادی از اندامک‌های اصلی که در سیتوزول معلق هستند عبارتند از: میتوکندری، شبکه آندوپلاسمی، دستگاه گلژی، واکوئل‌ها، لیزوزوم‌ها و در سلول گیاهی کلروپلاست‌ها.

## انکلوزیون‌های سیتوپلاسمی
اجسام انکلوزیونی، بخش‌های کوچکی از زیرساخت‌های غدرمحلول معلق در سیتوزول هستند. دامنه وسیعی از اجسام درون بسته در انواع مختلف سلولی و در گیاهان دامنه‌ای از بلورهای کلسیم اکسالات یا دی‌اکسید سیلیکن وجود دارند که ذخیره دانه‌هایی از مواد انرژی مانند نشاسته، گلیکوژن و پلی هیدروکسیل‌ها را انجام می‌دهند. یک نمونه ویژه قطره‌های چربی هستند که به صورت قطره‌های کروی شکل هستند که از چربی‌ها و پروتئین‌ها تشکیل شده‌اند و در هر دو پروکاریوت‌ها و یوکاریوتها به عنوان راهی برای ذخیره چربی، مانند اسیدهای چرب و استرول‌ها به کار می‌روند. قطره‌های چربی مقدار زیادی از ظرفیت بافت‌های چربی را تشکیل می‌دهند که عمدتاً به‌طور ویژه سلولهای ذخیره چربی هستند که در دامنه‌ای از سایر انواع سلولها هم وجود دارند.

## تحقیق و مباحثه
سیتوپلاسم، میتوکندری و بسیاری از اندامک‌ها را از گامت‌های مادری به ارث برده‌است. برخلاف اطلاعات قدیمی که نظریه فعال بودن سیتوپلاسم را نادیده می‌گرفت، تحقیقات جدید نشان می‌دهد که حرکت و جریان مواد مغذی به داخل و بیرون از سلول با وضعیت و رفتار ویسکوالاستیسیته و تغییرات در پیوندهای شبکهٔ درون سیتوپلاسم، کنترل می‌شود. در سال‌های اخیر، با استفاده از انبرک‌های نوری، مکانیسم برخی از فرایندها و تغییرات مکانیکی در درون سیتوپلاسم توصیف شده‌است.

## برای مطالعهٔ بیشتر
- پروتوپلاسم
- سین‌سیتیوم

## کتابشناسی
- آلبرت لنینگر، مایکل کاکس، دیویدلی نلسون (۱۳۸۵)، اصول بیوشیمی لنینجر، ترجمهٔ رضا محمدی، آییژ، شابک ۹۶۴-۸۳۹۷-۰۵-۸